# Fox River (Wisconsin)
Pour les articles homonymes, voir Fox et Fox River.
La  Fox (anciennement rivière aux Renards) est une rivière du Wisconsin aux États-Unis. Elle se jette dans la baie de Green Bay, une baie situé sur la rive occidentale du Lac Michigan à proximité de la ville de Green Bay. Les géographes divisent la Fox en deux sections distinctes, la Haute Fox qui coule du centre du Wisconsin et se jette dans le Lac Winnebago, et la Basse Fox qui coule depuis le Lac Winnebago vers Green Bay. Ensemble ces deux sections représentent un cours de 322 km.

## Toponymie
Le nom est la traduction de Rivière aux Renards, donnée par les explorateurs Louis Jolliet et Jacques Marquette parce qu’elle traversait le territoire du peuple Meskwaki, appelé Renards en français. Dans la langue Menominee, la rivière est connue sous le nom de Meskwahkīw-Sīpiah, ce qui signifie « rivière de la Terre Rouge ». Dans la langue Ho-Chunk (Winnebago, Hoocąk, Hocąk), Fox River est connu sous le nom de Nionigera.

## Historique
Les premiers Européens sont arrivés sur la "rivière aux Renards" en 1634, lorsque les Français, sous la direction de Jean Nicolet, ont exploré cette région de la Nouvelle-France. En 1673 Jacques Marquette et Louis Joliet naviguèrent sur la "rivière des Renards" en utilisant des pirogues et le portage. Ils passèrent ainsi des Grands Lacs vers la rivière Wisconsin et le fleuve Mississippi.

### Articles connexes

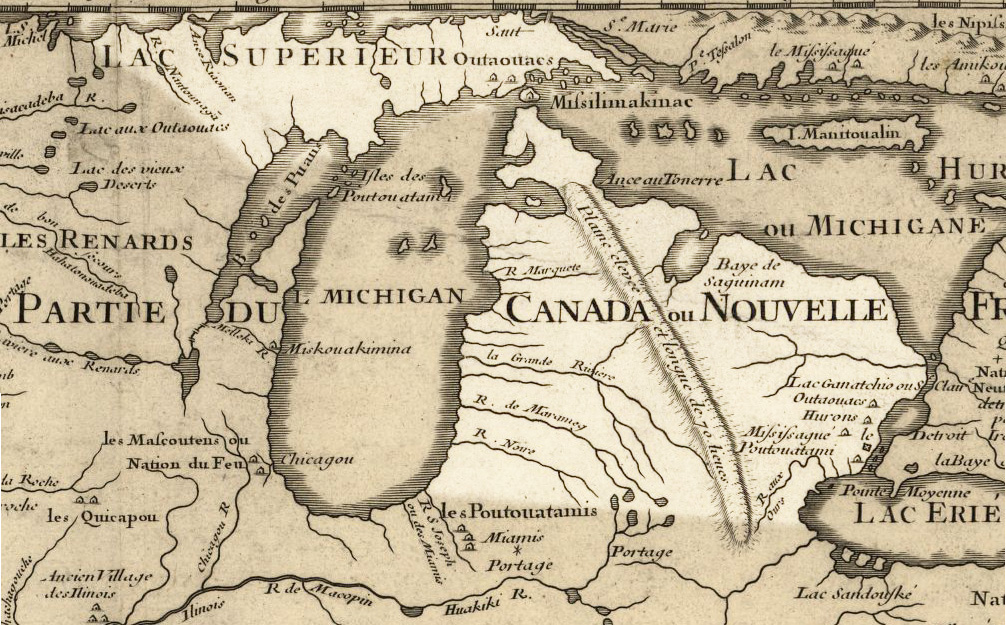
Localisation de la rivière aux Renards (détail d'une carte de la Nouvelle-France datant de 1718).